# Bowron Lake Provincial Park
Der Bowron Lake Provincial Park ist ein 139.700 Hektar großer Provincial Park im Zentrum der kanadischen Provinz British Columbia. Er liegt etwa 115 Kilometer östlich von Quesnel, im Cariboo Regional District.
Der Park liegt etwas abseits des Highways 26, welcher im rund 30 Kilometer westlich gelegenen Barkerville, einer Geisterstadt aus dem Cariboo-Goldrausch, endet. Die nächstgelegene Gemeinde ist das kurz vor Barkerville gelegene Wells.

## Anlage
Der Park liegt, als einer von mehreren, in den Cariboo Mountains und im Übergangsgebiet zum Interior Plateau. Grundsätzlich bildet das Schutzgebiet eine annähernd rechteckige Form, mit der größten Ausrichtung in Nord-Süd-Richtung. Im Süden grenzt der Park unmittelbar an den Cariboo Mountains Provincial Park, welcher dann wiederum an der Wells Gray Provincial Park angrenzt. Diese drei Parks bilden ein zusammenhängendes, nicht ganz 800.000 ha großes Schutzgebiet.
Ein offizieller Straßenzugang ist nur über eine Schotterstraße von Bakerville aus möglich. Diese Zugangsstraße endet in der nordwestlichen Ecke des Parks. Hier finden sich dann auch der Campground des Parks und die Parkverwaltung.
Die Lage des Parks im Übergangsgebiet von Mountains zu Plateau zeigt sich auch in der Bergwelt. Im nordwestlichen, eher dem Interior Plateau zuzurechnenden Parkgebiet sind die Berge eher abgerundet, während im östlichen, dem Cariboo Mountains zuzurechnenden Teil die Berge eher schroff sind. Höchster Punkt im Park und auch im näheren Umkreis ist der Vixen Peak mit einer Höhe von 2693 m. Weitere Berge von ähnlicher Höhe sind z. B. der Mount Amos Bowman (2582 m) oder der Kaza Mountain (2543 m). Weiterhin befinden sich in ihm zahlreiche größere und kleinere Seen. Die Seen, die eine vorwiegend längliche Form haben, bilden in der Lage zueinander ebenfalls ein Rechteck. Einer der größten von ihnen ist der dem Park den Namen gebende Bowron Lake. Größter See ist der Isaac Lake. Im Park entspringen verschiedene Bäche und kleinere Flüsse wie der Cariboo River und der Bowron River.
Bei dem Park handelt es sich um ein Schutzgebiet der Kategorie II (Nationalpark).

## Geschichte
Der Park wurde im Jahr 1961 eingerichtet und wurde nach dem See benannt, an welchem der Park liegt. Namensgeber für den Bowron Lake, wie auch für den Bowron River, war John Bowron, der während des Cariboo-Goldrauschs der Gold Commissioner im nahegelegenen Barkerville war. Bevor das Gebiet zum Provincial Park wurde, war es bereits seit 1925 als Game reserve durch das Canadian Ministry of Environment geschützt. Bei seiner Einrichtung als Provincial Park hatte das Schutzgebiet eine Fläche von ca. 120.000 ha. Durch Änderungen der Grenzen in den Jahren 1969 und 1971 wuchs der Park auf ca. 123.000 ha an. Letztmals wurden die Grenzen im Jahr 2000 verändert. Bei dieser letzten Änderung erreichte der Park dann auch die heutige Größe.
Der Park liegt im traditionellen Jagd- und Siedlungsgebiet der First Nations vom Volk der Dakelh. Für ihre Anwesenheit finden sich im Park an verschiedenen Stellen Hinweise. Durch eine Pockenepidemie in den 1860er Jahren wurde ihre Anzahl stark reduziert. Eine vorhandene Ansiedlung rutschte 1964 in den Bowron Lake. Über den Auslöser dafür gibt es verschiedene Thesen: entweder eine Unterhöhlung oder ein Erdbeben in Alaska. Bei den Behausungen handelte es sich um Erdhöhlen. Manche Bezeichnungen der Gegend für Seen, Flüsse oder Berge haben immer noch ihren Ursprung in der Sprache der Carrier.
Während des Cariboo-Goldrauschs kamen Goldsucher auch bis in das heutige Parkgebiet. Zeichen für ihre frühere Anwesenheit finden sich in alten verfallenen Hütten oder bröckelnden Schornsteinresten.

## Flora und Fauna
Innerhalb des Ökosystems von British Columbia wird das Parkgebiet verschiedenen biogeoklimatischen Zonen zugeordnet. Höhenmäßig aufsteigend sind dies die Sub-boreal Spruce Zone, die Interior Cedar Hemlock Zone, die Engelmann Spruce-Subalpine Fir Zone sowie die Alpine Tundra Zone. Biogeoklimatische Zonen zeichnen sich durch ein ähnliches Klima sowie gleiche oder sehr ähnliche biologische und geologische Voraussetzungen aus. Daraus resultiert in den jeweiligen Zonen dann auch ein sehr ähnlicher Bestand an Pflanzen und Tieren.
Abgesehen von einigen nichtbewaldeten Feuchtgebieten und dem baumlosen alpinen Bereich ist die Waldlandschaft des Parks geprägt von altem, naturgewachsenem Wald.
Die Sub-boreal Spruce Zone bildet von der Höhenlage die unterste der biogeoklimatischen Zonen im Park. In dieser Zone sind die Felsengebirgs-Tanne und die Engelmann-Fichte bestimmend. Ebenfalls finden sich hier Mischformen der Engelmann-Fichte und der Weiß-Fichte. Weiterhin kommen viele Douglasien sowie in Gruppen die Amerikanische Zitterpappel und Papier-Birke vor. Im Gebiet, das Anfang des Jahrtausends von einem Feuer verwüstet wurde, regenerierten sich die Wäldern. Hier beherrschen Küsten-Kiefer den Bestand.
Auch in der nächsthöher gelegenen Interior Cedar Hemlock Zone sind die Felsengebirgs-Tanne und die Engelmann-Fichte die dominierenden Baumarten. Kennzeichen dieser Zone sind jedoch die namensgebende Westamerikanische Hemlocktanne sowie der Riesen-Lebensbaum.
Die Engelmann Spruce-Subalpine Fir Zone wird ebenfalls beherrscht durch Engelmann-Fichte und Felsengebirgs-Tanne. Auch die Mischformen der Engelmann-Fichte und der Weiß-Fichte finden sich hier.
Oberhalb der ESSF ist die Alpine Tundra Zone, in der Bäume durch kältere Temperaturen, längeren Schneefall, kurze Vegetationsperioden und strenge Winter nicht mehr wachsen. Oberhalb der Baumgrenze, auf den höchsten Erhebung des Parks, dominiert ein Mosaik von Gräsern, Moosen und Sträuchern.
Weiterhin finden sich im Park im Unterholz der Bäume auch bedrohte und seltene Arten von Blumen, Büschen, Sträuchern und Gräsern. Zu diesen seltenen oder bedrohten Arten gehört eine Unterart der Arnika, verschiedene Unterarten von Nachtkerzengewächsen und Nelkengewächsen, sowie verschiedene Schwadengräser und Binsen.
Eine Vielzahl von Wildtieren lebt im Park, darunter relativ viele Grizzlybären sowie Amerikanische Schwarzbären, Mackenzie-Wölfe und Vielfraße als Jäger. Ebenfalls finden sich Elche, Hirsche, Schneeziegen und Karibus. In bzw. an den Bächen und Seen finden sich Biber und Fischotter sowie Regenbogenforellen, Amerikanische Seesaiblinge, Bachforellen, Stierforellen (Salvelinus confluentus), Bachsaiblinge, Felchen und die Coregoninenart Prosopium williamsoni (engl. Mountain whitefish) sowie Rotlachse. Die Parkverwaltung gibt an, dass im Park ständig oder zeitweise rund 130 verschiedene Vogelarten vorkommen. Dazu gehören Kanadakraniche, Trompeterschwäne, Sumpfohreulen, Kanadareiher und die Nordamerikanische Rohrdommel.

## Benachbarte Parks
Neben dem Cariboo Mountains Provincial Park sowie dem Wells Gray Provincial Park liegen weitere Parks in mehr oder weniger unmittelbarer Nähe. Dazu gehören:
- Mount Robson Provincial Park (als größter der benachbarten Parks)
- West Twin Provincial Park
- Ptarmigan Creek Provincial Park
- Erg Mountain Provincial Park
- Cariboo River Provincial Park

## Aktivitäten
Der Park hat 25 teilweise reservierbare Stellplätze für Wohnmobile und Zelte und verfügt über mehrere einfache Sanitäranlagen. Der Park bietet entlang der Seen und Flüsse sieben weitere Schutzhütten mit Schlafplätzen sowie Kochhäuser und vorbereitete Zeltstellen. Das „wilde“ Zelten und Feuer machen ist mit Einschränkungen erlaubt. Auf Grund der vorkommenden Bären finden sich an den ausgewiesenen Campingstellen Bear Poles.
Der Park ist besonders zum Kanadier- und Kajakfahren sehr beliebt, jedoch offiziell nicht das ganze Jahr über dafür geöffnet. Durch den Park führen zwei verschiedene Rundwanderkurse. Diese Wasserwanderwege folgen dem Verlauf verschiedener Flüsse sowie Seen und werden über kurze Portages miteinander verbunden. Den längeren der beiden Rundwanderwege, mit insgesamt rund 116 km Paddelstrecke und 11 km Portages, kann man in etwa sieben Tagen absolvieren, während der kürzere in etwa zwei bis drei Tagen zu bewältigen ist. Kanuwanderer müssen sich grundsätzlich vor der Wanderung registrieren lassen. Gruppen ab einer bestimmten Größe müssen sich nicht nur registrieren lassen, sondern benötigen für die Wanderung eine Genehmigung.
Die an der südlichen und südöstlichen Parkgrenze liegenden Berge sind zum Klettern und Besteigen geeignet, sind aber nur schwer zu erreichen.
Weiterhin finden sich im Park keine längeren ausgebauten und ausgewiesenen Wanderwege. Der Park bietet daher, auch bedingt durch seine nicht unproblematische Erreichbarkeit, nur Outdoorliebhabern eine Erholungsmöglichkeit.